# Pantherkröte
Die Pantherkröte (Sclerophrys regularis, Synonyme: Amietophrynus regularis, Bufo regularis) gehört innerhalb der Familie der Kröten (Bufonidae) zur Gattung Sclerophrys. Früher zählte sie lange Zeit zu den Echten Kröten (Bufo). Man spricht bei Sclerophrys regularis auch von einer Superspezies, die mehrere Arten und Unterarten umfasst. Es handelt sich um „die“ typische Kröte Afrikas. Ein weiterer deutschsprachiger Trivialname ist Afrikanische Kröte, wegen ihres Verbreitungsgebietes in fast ganz Afrika.

## Beschreibung
Die Pantherkröte erreicht eine Größe von neun bis 13 Zentimetern, wobei Weibchen deutlich größer werden als die Männchen. Die Haut ist einheitlich hell- bis dunkelbraun gefärbt. Neben einigen dunklen Flecken sind auf dem Rücken eine Vielzahl von warzigen Auswüchsen zu sehen. Während der Paarungszeit geht die Färbung der Männchen deutlich ins Gelbliche über. Die Pupillen der Augen sind waagerecht geschlitzt. Die warzigen Auswüchse (vgl. Parotiden) auf dem Rücken produzieren bei Gefahr oder Erregung ein milchiges Sekret, das wie bei allen Kröten giftig ist.
Diese Krötenart ist dämmerungsaktiv und versteckt sich tagsüber in der Regel im Sand, unter Steinen oder ähnlichem. Neben der Größe unterscheiden sich die Geschlechter in der Farbe des Kehlbereiches, dieser ist beim Männchen deutlich dunkler. Die Tiere können in der Natur ein Alter von rund 7 Jahren erreichen.

## Verbreitung
Pantherkröten sind in großen Teilen Afrikas mit Ausnahme des Nordwestens und des Südens verbreitet. Im Einzelnen werden folgende Staaten besiedelt: Algerien, Angola, Benin, Burkina Faso, Kamerun, Zentralafrikanische Republik, Tschad, Republik Kongo, Demokratische Republik Kongo, Ägypten, Äquatorial-Guinea, Eritrea, Äthiopien, Gabun, Gambia, Ghana, Guinea, Guinea-Bissau, Kenia, Liberia, Libyen, Malawi, Mali, Niger, Nigeria, Ruanda, Senegal, Sierra Leone, Sudan, Tansania und Uganda. In Ägypten sind die Pantherkröten im Bereich des Nils sehr zahlreich, da die vielen Bewässerungsgräben gute Lebensbedingungen bieten.

## Rufe

### Rufe und Rufaktivität
Nach Untersuchungen in Ägypten bei Giza, in Fayoum und im Nildelta sind die Paarungsrufe einfach aufgebaut. Sie bestehen aus einer Folge von kurzen, gleichartigen Impulsen, die durch Intervalle voneinander abgesetzt sind. Die Rufe klingen daher wie ein Rattern. Bei 25 Grad Celsius Wassertemperatur bestehen die Rufe aus zirka 20 Impulsen und dauern zirka 550 Millisekunden. Die Schallenergie konzentriert sich auf den Bereich zwischen 600 und 2000 Hertz. Die Männchen geben die Paarungsrufe in langen Serien ab. Rufende Kröten wurden bei Wassertemperaturen von 18 bis 34 Grad beobachtet. Mit steigender Wassertemperatur nehmen die Dauer der Rufe, die Pausen zwischen Rufen, wie auch die Intervalle zwischen den Impulsen ab. Die Anzahl der Impulse pro Ruf vermindert sich nur geringfügig, die Dauer der Impulse ändert sich nicht.
Als weiterer Ruftyp wurde der Revierruf festgestellt.

### Jahres- und Tagesgang der Rufaktivität
Die Ruf- und Fortpflanzungsaktivität erstreckt sich von Februar bis November, sie ist im Frühjahr besonders hoch und nimmt im Jahresverlauf allmählich ab. Die Körpergröße der rufenden Männchen variiert zwischen 50 und 80 Millimeter, die Körperlänge der fortpflanzungsfähigen Weibchen übertrifft die der Männchen um 15 bis 20 Millimeter.
Im Frühling beginnt das Rufen kurz vor Sonnenuntergang und dauert bis etwa 5 Uhr am nächsten Morgen. Die Männchen wählen Rufplätze hauptsächlich im flachen Uferbereich unter niedriger Vegetation, selten schwimmen rufende Männchen auf dem Wasser. Gewöhnlich bilden 15 bis 20 Männchen eine Rufgemeinschaft, bei der Phasen mit hoher Rufaktivität mit Pausen abwechseln. Jede Rufgemeinschaft ruft in ihrem eigenen Rhythmus.

### Ruf- und Paarungsverhalten
Sind die Männchen rufaktiv, verhalten sie sich gegenüber anderen Männchen territorial. Kommen anwandernde Männchen Platzhaltern zu nahe, äußern diese Revierrufe und springen die Eindringlinge an. Das Areal das die Kröten beanspruchen, umfasst zumeist zirka 50 Zentimeter nach der Seite und zirka ein Meter nach vorn. Wenn im Frühjahr die Anzahl der Männchen hoch ist, sind die Mindestabstände kleiner, im Spätsommer und Herbst, bei geringer Zahl rufender Kröten, vergrößern sie sich bis auf zirka zwei Meter.
Paarungsbereite Weibchen wandern am Abend zu den Gewässern, nachdem die Männchen ihre Rufplätze eingenommen haben. Die Weibchen scheinen gezielt Männchen auszuwählen und solche zu bevorzugen, deren Paarungsrufe sich durch niedrige Tonhöhe auszeichnen. Das sind die großen Männchen. Die gezielte Wahl ist besonders auffällig, wenn die Anzahl der rufenden Männchen gering ist.

## Fortpflanzung und Entwicklung
Ein Weibchen legt rund 12.000 Eier in einem gallertigen Doppelstrang ins Wasser ab, die dabei vom Männchen durch äußere Besamung befruchtet werden. Bereits nach wenigen Tagen schlüpfen die Kaulquappen, die anfangs noch über äußere Kiemen verfügen und sich vorwiegend von organischem Material ernähren.

## Nahrung

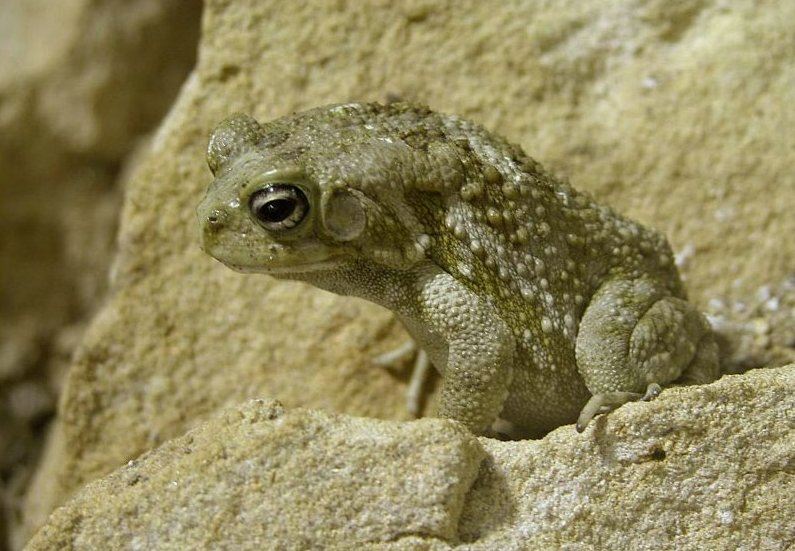
Pantherkröte

Adulte Pantherkröten fressen überwiegend Insekten und deren Larven sowie Spinnen; darüber hinaus gehören aber auch Jung-Mäuse zu ihrem Beutespektrum. Jungtiere ernähren sich von Ameisen und anderen „mundgerechten“ Kleintieren.